# ネズミイルカ
ネズミイルカ（鼠海豚、学名: Phocoena phocoena）は、鯨目ハクジラ亜目ネズミイルカ科ネズミイルカ属に分類される小型のイルカである。

## 呼称

### 概要
ネズミイルカは、英語において「Harbour Porpoise（港のイルカ）」と称される。この名称が示す通り、主に海洋の沿岸域や河口といった場所に生息する。

### 旧称
かつては「Common Porpoise（普通のネズミイルカ）」という呼称も用いられていた。しかしながら、この名称は元来、イギリスにおいて使用されていたものである。

## 分類
北海道沼田町で発見された鮮新世の化石種「ヌマタネズミイルカ」は、現生のネズミイルカと比較して比較的早期に分岐した種であると考えられている。
この化石種は、古生物学的な観点のみならず、ネズミイルカ科の自然史を考察する上でも重要な意義を有すると評価されている。

## 形態

### 概要
ネズミイルカは、ネズミイルカ属に属する小型の鯨類である。性的二形を示し、成熟した個体においては雌が雄よりも大型になる。雄の体長は通常1.6メートル、体重は約60キログラムであるのに対し、雌は体長約1.7メートル、体重約75キログラムに達する。出生直後の体長は約75センチメートルである。

### 体格
体格は全体的にがっしりとした印象を与える。特に、三角形の背びれの直前における胴回りが最大となる。特筆すべき点として、この背びれの前縁には多数の小さな突起が存在する。口吻は顕著には突出しない。

### 体色
体色は部位によって明瞭な差異が見られる。胸びれ、背びれ、尾びれ、そして背中にかけては濃い灰色を呈する。一方、側面はより明るい灰色であり、斑状の模様が散見される。腹側の体色はクリーム色である。また、口から胸びれにかけての喉の部分には、灰色の筋状の模様が認められる。

### 寿命
野生におけるネズミイルカの寿命は、一般的に20年程度とされている。

ヒトとの大きさ比較
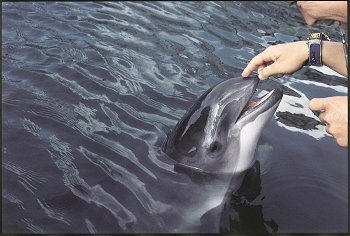
頭部

## 生態
普段は海面近くで、おおよそ25秒程度でくしゃみのような独特の音を立てて潮を吹き、呼吸をする。水深200メートル以上まで潜れる。
河川を遡上することがあり、河口から数百kmも遡上した例が知られている。

## 生息数と分布

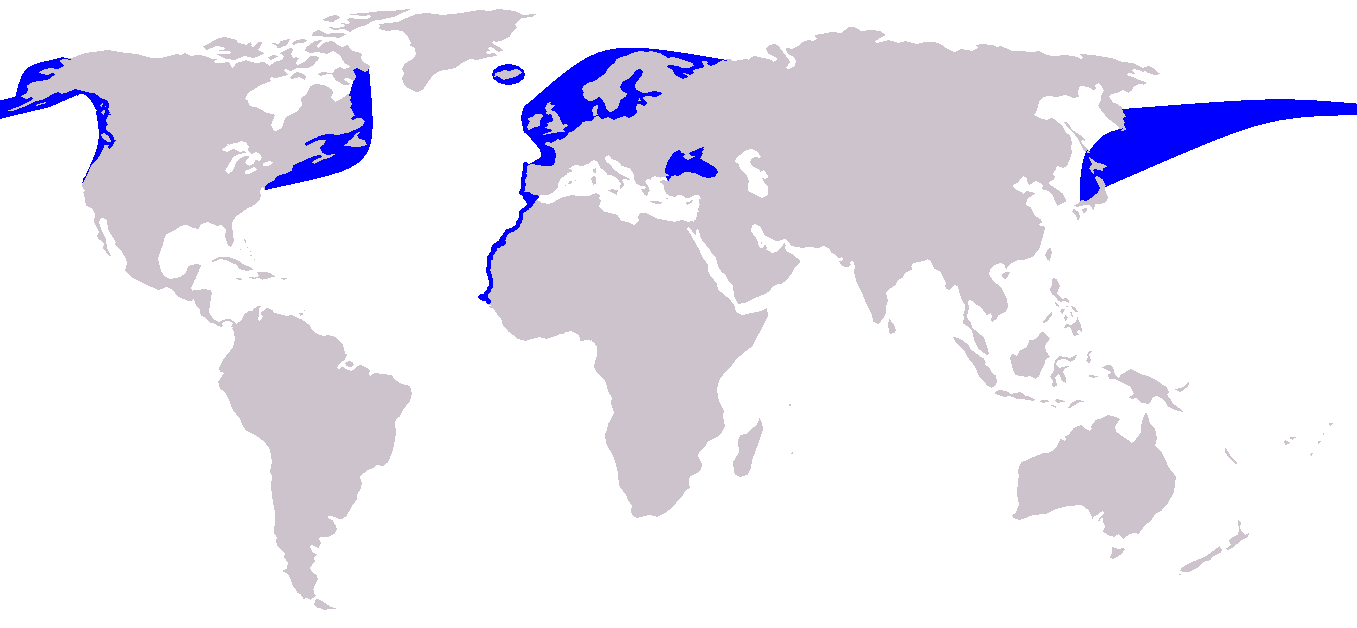
生息域

ネズミイルカは北半球の寒冷な沿岸域に棲息し、多くは平均水温が15℃程度の海域である。
大西洋については、北アメリカ東岸の北部から、ニューファンドランド島、グリーンランド、アイスランド、ノルウェー、イギリス、アイルランド、フランス、スペイン、北アフリカ西岸にかけての沿岸域に棲息する。
太平洋については、日本海から、ウラジオストック、ベーリング海峡、アラスカ、バンクーバー、シアトルにかけての沿岸域に棲息する。
黒海やバルト海での生息数は減少している。

## 人間との関係
多くの国で、ネズミイルカは食用あるいは餌として消費されている。
中世の西洋では、ネズミイルカの肉は珍味であり、ごちそうとされていた。イルカ漁は小舟で網によって捕えていた。
北米でも先住民であるインディアンが食べるために捕えていた。カヌーを使ってネズミイルカを浅瀬に追い込み、石で作った武器で射止めるという方法は、アメリカでの初めての捕鯨業ともされている。
近現代では、ネズミイルカはその小ささゆえに、積極的な捕鯨の対象とはなっていない。全生息数は数十万頭と考えられており、さしあたっては絶滅の心配はない。現時点での懸念点は、刺し網やその他の漁具による混獲によって死亡する個体数が決して少なくはないことである。特に、黒海やバルト海などの漁業の盛んな海域においては個体数の減少が顕著である。1990年代初期のアメリカ合衆国東部のメイン湾では、年間3,000頭前後が混獲の犠牲になっている。反響定位（エコーロケーション）により、漁網の存在を識別することが可能であることはわかっているが、その能力は漁網に絡まないようにするための役には立っていないようである。化学汚染や騒音も生息数の減少の原因になっている。
日本では、おたる水族館や鴨川シーワールドでの飼育が知られているほか、おたる水族館では2008年まで生存した「次郎吉」（ジロキチ）が24年の世界最長飼育記録を持っている。
スナメリやイシイルカと共に、ネズミイルカ科の中では比較的にホエールウォッチングの観察対象になりやすい。